# Combat 18

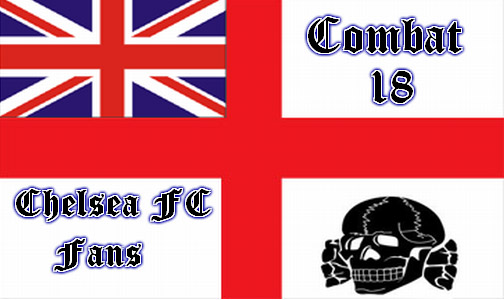
Bandiera di Combat 18

Combat 18 è un movimento neonazista britannico, affiliato al gruppo estremista di destra Blood & Honour.
Il C18, usa come riferimento i numeri 1 e 8, ovvero le iniziali di Adolf Hitler, A e H, rispettivamente prima e ottava lettera dell'alfabeto; il significato è quindi "I combattenti di Adolf Hitler".

## Storia

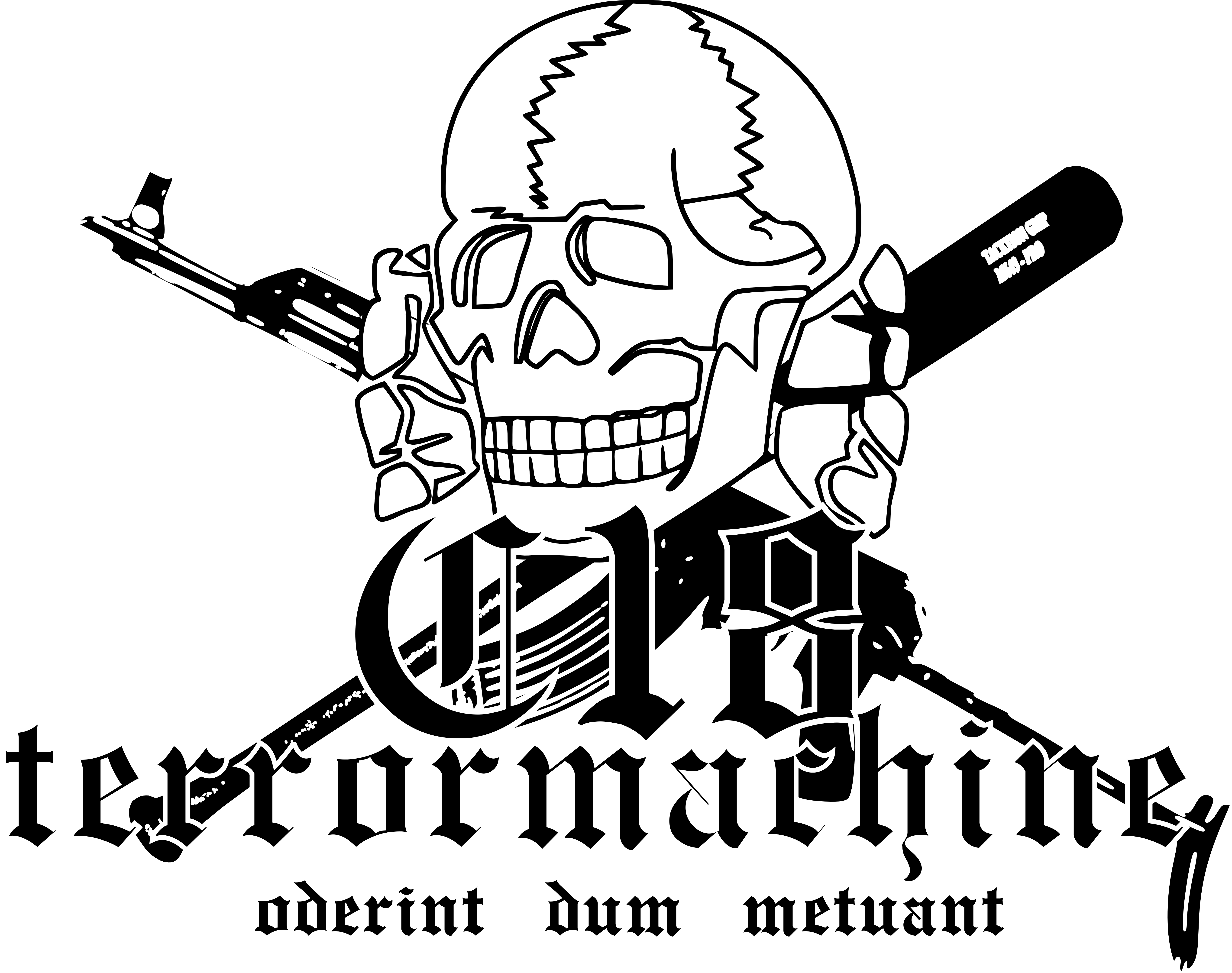
Combat 18

Il movimento è stato fondato agli inizi degli anni novanta da alcuni ex membri del British National Party, ciò è stato spiegato come ripicca per le politiche sull'immigrazione adottate dal Regno Unito.
Pochi anni dopo la fondazione, i principali attivisti del C18 si distinsero per missioni punitive verso immigrati e militanti di sinistra. Nel 2002, alcuni simpatizzanti del C18 hanno fondato la Racial Volunteer Force, che tuttora mantiene stretti legami col gruppo madre. Altri gruppi estremisti come i Lupi Bianchi sono stati - erroneamente - associati al C18 dai mass media.

### In Germania
Il 18 ottobre 2003, la polizia tedesca ha operato oltre 50 raid nelle comunità di Kiel e Flensburgo, ove è stata smantellata la sorgente del Combat 18 in Germania.

### In Inghilterra
Dal 1998 al 2000, la polizia inglese, sorretta da Scotland Yard e dal MI5 effettuò un'operazione volta a sciogliere il gruppo neonazista, arrestando più di cento membri con delle veloci incursioni nei loro luoghi di ritrovo.
Tra gli arrestati, figurarono i principali vertici, ovvero Steve Sargent, David Myatt, Darren Theron e Carl Wilson. Attualmente alcuni rappresentanti di Blood & Honour-C18 risultano essere responsabili di numerose tifoserie hooligan di calcio.
In Gran Bretagna, le personalità affiliate al C18 sono costantemente vigilate dal British Prison Service.

### In Italia
In ambito italiano esistono o sono esistiti vari gruppi denominati Combat 18 (o adottanti denominazioni consimili), resisi responsabili di azioni violente contro centri sociali e gruppi SHARP (sigla che federa gli skinheads anarchici, antirazzisti e di estrema sinistra).
La loro presenza è altresì segnalata nell'ambito del tifo calcistico, come nel caso del Varese, la cui curva è storicamente caratterizzata dalla professione di ideologie di estrema destra. Tra il 1998 e il 2019 il gruppo guida degli ultras varesini portò il nome di Blood & Honour, in diretto collegamento con la relativa organizzazione internazionale. Dopo che nel dicembre 2018 uno dei leader del gruppo rimase ucciso negli scontri tra tifoserie a margine della partita di Serie A Inter-Napoli, il collettivo entrò in quiescenza per poi sciogliersi. Gli subentrò una nuova sigla, Combat Ultras Varese 19, che prosegue la stessa linea storico ideologica e evoca nel proprio nome quello del Combat 18.
Non risultano però collegamenti diretti tra queste iniziative e il gruppo originale inglese.

### Resto del mondo
Il 6 settembre 2006, la polizia belga ha arrestato 20 militanti del C18 nelle Fiandre, tra gli incarcerati, quattordici erano in servizio nell'esercito. Nel luglio 2008, dei vandali che si sono firmati come Combat 18 hanno riempito di murales ineggianti al razzismo l'oratorio St. Mary, nella contea di Londonderry. Negli USA, la Anti-Defamation League ha provato l'esistenza di importanti centri del C18 in Florida e Illinois.

## Organizzazione
La gerarchia è poco conosciuta, piccoli gruppi hanno sede nelle principali metropoli europee e statunitensi.
Il gruppo tende a mostrarsi raramente all'opinione pubblica, ma i suoi componenti si riuniscono occasionalmente in concerti di White Power rock organizzati dai vertici del gruppo.

## Personalità di spicco
- Charlie Sargent
- David Myatt
- Dave 'Raggy' Stephens
- Blair 'the bear' Anderson
- Wilf "the Beast" Browning